# فيرا فيتالي
فيرا فيتالي (بالسويدية: Vera Vitali)‏ هي ممثلة سويدية، ولدت في 3 أكتوبر 1981 بستوكهولم في السويد.

## وصلات خارجية
- فيرا فيتالي على موقع IMDb (الإنجليزية)
- فيرا فيتالي على موقع ميتاكريتيك (الإنجليزية)
- فيرا فيتالي على موقع روتن توميتوز (الإنجليزية)
- فيرا فيتالي على موقع ألو سيني (الفرنسية)
- فيرا فيتالي على موقع أول موفي (الإنجليزية)
- فيرا فيتالي على موقع قاعدة بيانات الأفلام السويدية (السويدية)
- فيرا فيتالي على موقع قاعدة بيانات الفيلم (الإنجليزية)
- فيرا فيتالي على موقع كينوبويسك (الروسية)